# Nathan Adrian

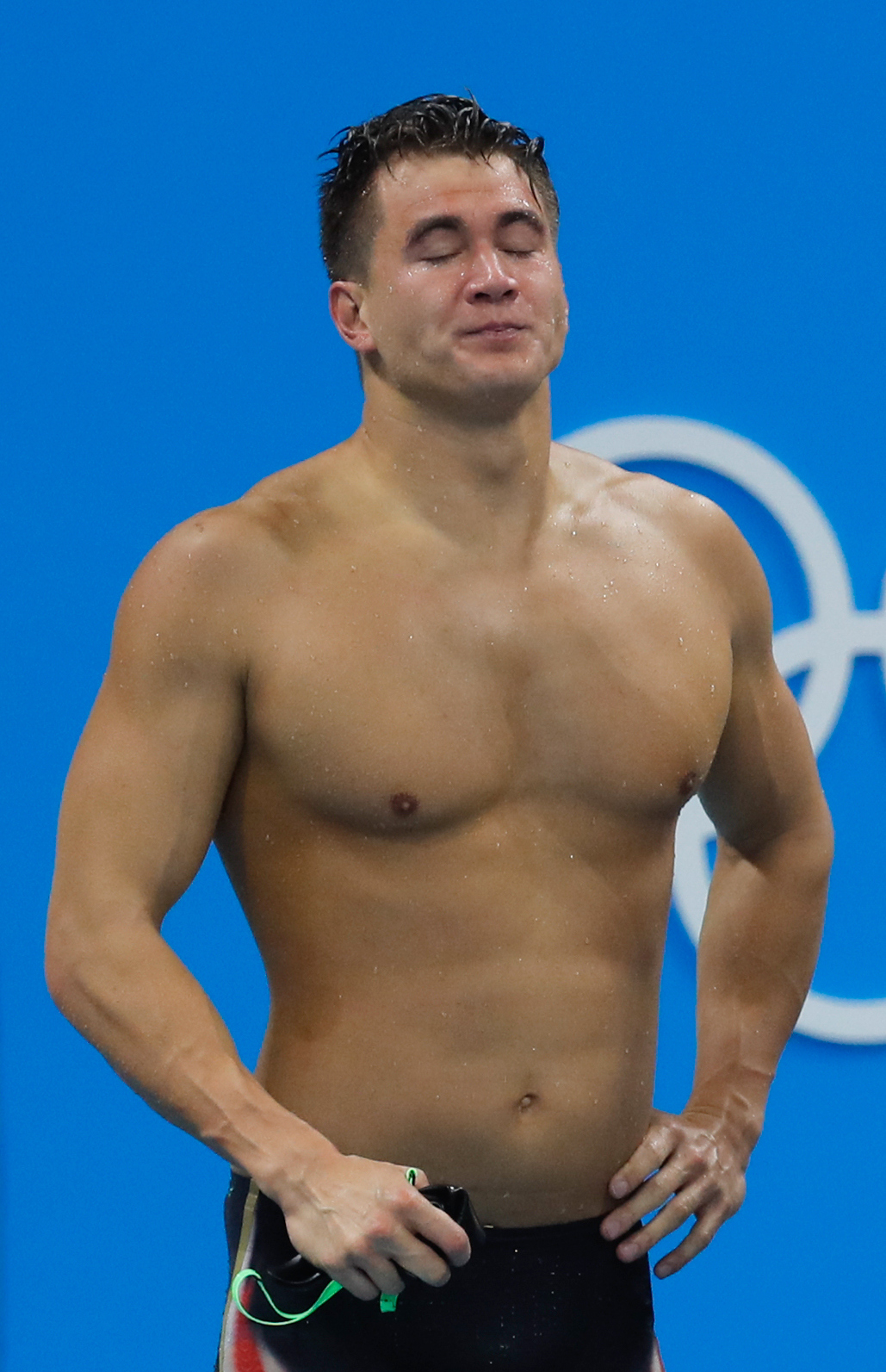
Nathan Adrian 2016.

Nathan Ghar-jun Adrian, född 7 december 1988 i Bremerton i Washington, är en amerikansk tävlingssimmare som har vunnit fem Olympiska guldmedaljer. Han har det nuvarande amerikanska rekordet på distansen 50 meter fritt.